# Stygocyathura milloti
Stygocyathura milloti är en kräftdjursart som först beskrevs av Chappuis, Delamare-Deboutteville och Renaud Maurice Adrien Paulian 1956.  Stygocyathura milloti ingår i släktet Stygocyathura och familjen Anthuridae. Inga underarter finns listade i Catalogue of Life.